# Roland Leistner-Mayer
Roland Leistner-Mayer (* 20. Februar 1945 in Graslitz, Reichsgau Sudetenland) ist ein deutscher Komponist.

## Leben
Leistner-Mayer studierte 1968 bis 1973 an der Musikhochschule München Komposition bei Harald Genzmer und Günter Bialas, Klavier bei Günter Louegk und Schlagzeug bei Karl Peinkofer. 1989 bis 1993 war er Mitarbeiter im Team des Münchner Studios für Neue Musik. Seit 1986 ist er Leiter der Fachgruppe Musik der Künstlergilde, Sektion Bayern. Er lebt in Brannenburg.
Leistner-Mayer erhielt zahlreiche Auszeichnungen und Preise, darunter den Alfredo-Casella-Kompositionspreis Neapel (1970), das Kulturstipendium der Landeshauptstadt München sowie den Sudetendeutschen Kulturpreis (1982), den Konrad-Wölki-Preis der Stadt Schweinfurt (1991), den Förderpreis der Künstlergilde Esslingen (1994), den 3. Preis beim Internationalen Kompositionswettbewerb Schweiz 1996 und den Johann-Wenzel-Stamitz-Preis 2009 für sein Gesamtwerk.
2015 wurde er als ordentliches Mitglied der Klasse der Künste und Kunstwissenschaften in die Sudetendeutsche Akademie der Wissenschaften und Künste berufen.

## Werk
Seine Werke, von denen viele im Verlag Vogt & Fritz erschienen, umfassen Orchester- und Kammermusikwerke, Chormusik und Lieder. Schwerpunkte bilden dabei Musik für Kinder und Jugendliche sowie Kompositionen für Hackbrett.
Das Frühwerk Leistner-Mayers war von Komponisten der klassischen Moderne wie Paul Hindemith und Béla Bartók beeinflusst. Während seines Studiums wirkte sich dann die intensive Beschäftigung mit der damaligen Avantgarde (Stockhausen, Penderecki u. a.) hörbar aus, beispielsweise in seiner Symphonie Nr. 1 von 1974/75 und in der Sonata per Contrabasso solo (1974), die 1979 als Pflichtstück beim Internationalen ARD-Wettbewerb ausgewählt wurde.
Mitte der 1970er Jahre wandte sich Leistner-Mayer vom Materialfortschrittsdenken der Avantgarde ab und entwickelte einen unverwechselbaren Personalstil, der gelegentlich seine Vorliebe für die Musik des Tschechen Leoš Janáček erkennen lässt. Charakteristisch für Leistner-Mayers Stil sind weitgespannte Melodik und periodisch gegliederte Themengestaltung, pulsierende Rhythmik und freie Tonalität. Leistner-Mayer: „Wesentlich sind immer auch eindeutige harmonische Felder – meine Musik ist durchgehend tonal empfunden: in freitonaler Funktionalität.“
Sein bislang umfangreichstes Werk ist die gut einstündige Symphonie Nr. 3 („Das weiße Requiem“). Die oratorische Komposition für Mezzosopran, Bariton, Chor und großes Orchester entstand 1997 im Rahmen eines musica-viva-Konzerts des Bayerischen Rundfunks. Im Auftrag des Bayerischen Musikrats entstand das Finale der Internet-Symphonie, die am Neujahrstag 2000 von den Hofer Symphonikern uraufgeführt wurde.

## Kompositionen (Auswahl)

### Vokalwerke
Chorwerke
- Der Troll. Kinderkantate zum Thema Umweltschutz (Text: Ingrid Foertsch), op. 18 (1977)
- Bebend durch die Zeiten für Chor und Orchester, op. 34 (1984/85)
- Ein Lebenstag, für Chor a cappella (nach Texten von Carossa, Eichendorff, Mörike, Trakl, Hölderlin und Binding), op. 69 (1991)
- Symphonie Nr. 3 „Das weiße Requiem“ (Text: von Rudolf Mayer-Freiwaldau) für Mezzosopran, Bariton, Chor und großes Orchester, op. 81 (1991–94)
- Lacrymosa für Frauenchor, op. 91 (1997)
- Somne Levis für Chor a cappella, op. 124 (2005)
- Christian ist geboren. Eine weihnachtliche Kinderkantate, op. 128 (2006)
- Das Kleine Gespenst in der Musikschule eine Geschichte für Erzähler, Chor und Instrumente op. 143 (2011) Text: Heidi Ilgenfritz

Lieder
- Beziehungen. Liederzyklus für Sopran und Klavier (Text: Rudolf Mayer-Freiwaldau), op. 64 (1991)
- Vergänglichkeit der Schönheit für Mezzosopran, Violine und Klavier (Text: Christian Hofmann von Hofmannswaldau), op. 106 (1999)
- Vanitas, vanitatum et omnia vanitas für Sopran, Klarinette und Orgel / Klavier (Text: Andreas Gryphius), op. 110 (2000)
- 4 Lieder aus dem Hohen Lied der Liebe für Mezzosopran und Klavier (Bibeltext), op. 111 (2000)
- „Wer andern eine Grube gräbt“ nach Texten von König Salomo für Baß und Orgel, op. 116 (2002)
- „Schneewind“ für Mezzosopran und Klavier, op. 129 (2005)
- „Ergo bibamus“ für Mezzosopran, Flöte und Mandoline, op. 135 (2007)
- Eine Legende der Ewigkeit für Blockflöte, Gesang, Hackbrett, Akkordeon und Kontrabass op. 149 (2014), Text: Heidi Ilgenfritz

### Orchesterwerke
- Symphonie Nr. 1 für großes Orchester, op. 4 (1974/75)
- Violinkonzert op. 21 (1978/79)
- Konzert für Oboe und Streichorchester op. 25 (1980)
- Rhapsodie Nr. 1 für großes Orchester. op. 27 (1981)
- Musik für Kontrabaß und Orchester op. 38 (1985/86)
- Das Konzert und die zwei verlorenen Trompeten. Eine Geschichte für Erzähler und Orchester, op. 41 (1986/87)
- Interludium für Streichorchester op. 61 (1990)
- Danze di Boemia für Zupforchester, op. 66 (1991)
- Symphonie Nr. 3 „Das weiße Requiem“ op. 81 (1991–94), siehe auch unter Chorwerke
- Konzert für Klavier und Orchester op. 89 (1996)
- Asmus-Fantasie für Saxophon-Orchester, op. 97 (1998)
- Internet-Symphonie. Finale, nach Themen von Harald Genzmer (1999)
- Böhmische Serenade für Blasorchester op. 107 (2000)
- Kleine Suite für Akkordeon-Ensemble, op. 112 (2001)
- Hyazinthen für Zither-Orchester, op. 119 (2002)
- Concertino für Hackbrett und Streichorchester, op. 125 (2005)
- Konzert für Flöte, Harfe und Streichorchester, op. 134 (2007)
- Das Kleine Gespenst in der Musikschule eine Geschichte für Erzähler, Chor und Instrumente op. 143 (2011) Text: Heidi Ilgenfritz

### Kammermusik
- Mosaik für 6 Schlagzeuger, op. 1 (1969)
- Drei Nachtstücke für Violine, Violoncello und Klavier, op. 12 (1974)
- Sonata per Kontrabasso solo op. 13 (1974)
- Streichquartett Nr. 1 in memoriam Leoš Janáček, op. 15 (1974/75)
- Trio intimo für Gitarre, Violoncello, Cembalo, op. 16a (1974)
- Rêverie avec Cebe für 2 Klarinetten, 2 Hörner und 2 Fagotte, op. 17a (1975)
- Ballade für Klarinette und Klavier, op. 22 (1978)
- Fünf Phantasiestücke für Klavier solo, op. 28 (1982/83)
- 2. Rhapsodie für Blechbläsersextett, op. 29 (1983)
- Agitamento e Scemando für Saxophon-Quartett, op. 32 (1984)
- 4 Duos für Hörner in F op. 36 (1985)

- Streichquartett Nr. 3. Hukvaldy op. 55 (1989)

- Streichquartett Nr. 2 op. 43 (1987)

- 6 Moments Musicaux für 2 Querflöten und Klavier, op. 42 (1987)
- Rhapsodische Fantasie für Altsaxophon und Klavier, op. 46 (1988)
- Petite Suite für 2 Hackbretter und Gitarre, op. 51 (1988)
- Bohuslaviana in memoriam Bohuslav Martinů. Capriccio für Klarinette, Horn, Violoncello, Klavier und Schlagzeug, op. 53 (1989)
- Confutatis für Orgel-Duo, op. 54 (1989)
- Meditationen über den „Sonnengesang“ des Franz von Assisi für Orgel-Solo, op. 56 (1989)
- Divertimento für 3 Klarinetten in B und Baßklarinette, op. 59 (1990)
- Novelette für 2 Oboen und Englisch-Horn, op. 60 (1990)
- Three Pieces for Mallet-Quartet op. 63 (1990)
- Grande Suite für Gitarren-Quartett, op. 68 (1991)
- Nonett für Flöte, Oboe, Klarinette, Horn, Fagott, Violine, Viola, Violoncello und Kontrabass, op. 73 (1992)
- Choralphantasie über „Da pacem Domine“ op. 76 (1993)
- Concerto Concitato III für 10 Violinen und Klavier, op. 78 (1993)
- Quintett für Gitarre und Streichquartett op. 82 (1994)
- Horn-Quartett op. 86 (1995)
- Suite für 6 Violoncelli op. 87 (1996)
- Poem VII für Mandoline und Viola, op. 96 (1998)
- Choralphantasie für Orgel solo, op. 101 (1998)
- „Hymne“. Impressionen für Horn und Orgel op. 102 (1999)
- Poem VIII für Hackbrett und Klavier, op. 104 (1999)
- Streichquartett Nr. 4. Mnemosyne op. 108 (2000)
- „Grenzenlos“ für Altsaxophon, Kontrabaß, Schlagzeug und Klavier, op. 113 (2001)
- Epitaph für Oboe oder Klarinette und Orgel oder Klavier, op. 117 (2002)
- Ánima y Burlas. Fantasie für Bassklarinette solo op. 188b (2002)
- Introduktion und Toccata für Orgel, op. 120 (2003)
- Fleurs parmi Èpines für Hackbrett, Klarinette, Viola und Kontrabass, op. 122 (2004)
- Prélude, Scherzo, Aria e Finale presto für Klavier zu 4 Händen, op. 126 (2005)
- Concertino Semiserio für 4 Hackbretter und Blockflötenquartett, op. 136 (2008)
- Corto e Deliberato für Zither solo op. 138a (2008)
- 3 Impromptus für Flötenoktett op. 139 (2009)
- Psalter und Harfe wacht auf Variationen über den Choral „Lobe den Herren“ für Hackbrett und Klavier op. 141 (2011)
- Introduction e Allegro con spirito für Streichorchester op. 142 (2011)
- 5. Streichquartett op. 147 (2013)
- 10 poetische Miszellaneen op. 150 (2015)
- Musik für Bläserquintett op. 155 (2018)
- “Was gewesen ist” für Orgel-Solo op. 157 (2019)

## Diskographie (Auswahl)
- Streichquartette Nr. 2 + 3. Interpreten: Suk-Quartett, Prag (iton, Krailling; 1990)
- Klaviertrio op. 74 (und Werke von von Bergh und Zoubek). Interpreten: Sunset Piano Trio (balance; 1997)
- Trio con Animazione op. 65 (und Werke von u. a. Zoubek, Wilscher). Interpreten: Trio Armin Rosin (Hänssler Classic; 1999)
- Fünf Phantasiestücke op. 28 (und Werke von u. a. Benker, Sonntag). Interpretin: Gertrud Firnkees (Hänssler Classic)
- Asmus-Fantasie op. 97 (und Werke von Hummel und Genzmer). Süddeutsches Saxophon-Kammerorchester, Leigung: Linda Bangs (Vogt & Fritz Sound)
- Ánima y Burlas. Klarinettenmusik von Roland-Leistner-Mayer (op. 59, 85, 107, 117, 118b). Interpreten: Kraxberger, Probst, Ilgenfritz, Ausserhuber u. a. (Vogt & Fritz Sound)
- Kammermusik von Roland Leistner-Mayer (op. 93, 94, 108, 111); Interpreten: Hesse-Bachmaier, Schieferstein, Bieber, Ilgenfritz, Bernadel Quartett (Vogt & Fritz Sound)
- Poem VII op. 96, auf CD Klangspuren. Zeitgenössische Kammermusik mit Hackbrett (Werke von Leistner-Mayer, Baumann, Hummel und Hollfelder); Interpreten: Ilgenfritz, Ludmány, Kraxberger und Mangstl (Vogt & Fritz Sound)
- a due. Kammermusik von Roland Leistner-Mayer (op. 23, 70, 92); Interpreten: Ginzel, Schneidt, Carfi, Michal, Bialas (Vogt & Fritz Sound)
- Choralfantasie op. 101 (und Werke von Genzmer, Korn und Helmschrott). Interpreten: Lörch, Conners, Klingler Peschl (ambitus; 2008)
- Damals, Sieben tapfere Klavierstücke op. 140 (und Werke von Johannes Brahms); Interpret: Christoph Declara (festivo record; 2013)
- Mosaik, Psalter und Harfe wacht auf op. 141 (und Hackbrettmusik aus verschiedenen Jahrhunderten). Interpreten; Heidi Ilgenfritz, Hackbrett; Andrea Stöger, Harfe (2014)
- Basswärts, Sonate für Klavier 1967, Sonate für Kontrabasso solo op. 13, Sonate für Kontrabass und Klavier op. 144  (und Werke von Paul Hindemith und Julien-Francois Zbinden). Interpreten: Frank Thoenes, Kontrabass; Jens Hoffmann, Klavier (Castigo; 2016)
- String Quartetts, Streichquartette 5–7 (op. 147, 148, 151); Interpreten: Sojka-Quartett (Tyxart; 2017)
- Länderspiel mit Saitenwechsel, Eine Legende der Ewigkeit op. 149 (und alpenländische sowie internationale Volksmusik), Interpreten; Chiemgauer Saitenensemble, (Chiemgauer Saitenensemble; 2016)